# Ich schwör’s, ich war’s nicht!
Ich schwör’s, ich war’s nicht! (frz: C’est Pas Moi, Je Le Jure!) ist ein kanadischer Film von Regisseur Philippe Falardeau aus dem Jahr 2008. Die Tragikomödie basiert auf zwei Erzählungen von Bruno Hébert.
Der Film spielt in den 1970er-Jahren. Der 10-jährige León muss verkraften, dass seine Mutter die Familie verlässt, um in Griechenland, damals eine Militärdiktatur, ein Leben ohne ihn und seinen Bruder zu führen.

## Handlung
León ist zehn Jahre alt. In seiner Familie, zu der außer ihm und den Eltern noch sein älterer Bruder Jerôme gehört, gibt es oft Streit. Sein Vater, Rechtsanwalt und ein bekannter Politiker, macht Leóns Mutter zum Vorwurf, dass sie sich zu wenig um ihn und seinen Bruder kümmere. Im Gegensatz zu Leóns unorthodoxer Mutter ist sein Vater ein Ordnungsfanatiker, der die Kreativität seiner Frau schon im Keim ersticken möchte. Leóns Verhältnis zu seiner Mutter ist freundschaftlich, er erfährt von ihr jedoch nicht den Halt, den er benötigt. So sagt sie ihm beispielsweise, es sei besser nicht zu lügen, aber schlimmer sei es, schlecht zu lügen. Auch bei Streichen solidarisiert sie sich mit ihm, so zum Beispiel als er Eier aufs Dach der Nachbarsfamilie wirft, indem sie es ihm nachtut. Da León, besonders vom Vater, nicht die Zuwendung bekommt, die er benötigt, kommt es immer wieder dazu, dass er etwas tut, was die Aufmerksamkeit der Erwachsenen auf ihn lenkt. So bestiehlt er beispielsweise den Milchmann, bricht ins Haus der Nachbarn ein, als diese sich im Urlaub befinden, richtet dort Zerstörungen an und uriniert gar in den Kleiderschrank. Er versucht sogar mehrmals, sich umzubringen. Auch versucht er einen besonders schlimmen Streit der Eltern zu beenden, indem er ein Feuer auf deren Bett anzündet. Dazu erklärt er aus dem Off, warum er dieses Feuer gelegt hat: „Wie die Indianer, die an strategischen Punkten Feuer legten, um einen Streit zu beenden.“
Als die Befürchtung der Kinder, dass die Eltern sich scheiden lassen könnten, wahr wird und die Mutter ihre Familie verlässt, um in Zukunft in Griechenland zu leben, bricht Leóns Welt vollends zusammen. Noch schlimmer werden die Streiche, die er der, wie er denkt, intakten Nachbarsfamilie spielt, die gemeinsam in einen Campingurlaub startet. Mit Lea, einer Nachbarstochter, die wie er nicht verreist, trifft er sich öfter und erkennt, dass auch sie nicht unerhebliche Probleme hat. Seit ihr Vater vor Jahren verschwunden ist, wird sie von ihrem Onkel immer wieder geschlagen. Da Lea mit Leóns Gefühlen ihr gegenüber nicht so recht etwas anzufangen weiß, erwidert sie, als er ihr seine Liebe gesteht, lapidar, dass sie sich auch liebe. Als Leóns und Leas Versuch, nach Griechenland zu fliehen, misslingt, dringt ein Psychologe darauf, dass die Kinder sich nicht mehr sehen dürfen.
Für jeden Tag, den die Mutter nicht bei ihm ist, legt León einen Stein auf einen Tisch in seinem Zimmer. Nach einem selbst verschuldeten Unfall auf einer Bowlingbahn, wieder aus dem Krankenhaus entlassen, spricht León zum ersten Mal direkt zum Publikum. Sein Schlusssatz lautet: „Das Leben ist zwar nicht für mich gemacht, aber ich bin für das Leben gemacht. Ich warte auf meine Mama, ein wenig. Ein wenig, mein ganzes Leben lang.“

## Hintergrund
Ich schwör’s, ich war’s nicht! wurde von Micro Scope produziert und von Christal Films vertrieben. Als Erstaufführung lief der Film am 26. September 2008 in Québec an. Am 12. Mai 2009 erschien er auf DVD.
Die Tragikomödie lief außerdem auf dem 21. Internationalen Kinder Filmfestival 2009.
Der Film wird durchgängig aus Leóns Sicht erzählt. Seine aus dem Hintergrund ertönende Stimme berichtet in einer Gedankenkette, was sich in ihm abspielt, wobei er hin und wieder auch konkret wird. Erst gegen Ende des Films ist er in der Lage, unmissverständlich über das zu sprechen, was er empfindet. Nun sieht er den Zuschauer auch direkt an, und seine Stimme erklingt nicht mehr aus dem Off.

## Kritik
Ulrike Seyffarth, KinderJugend-Film Korrespondenz, war der Ansicht, dass „Ich schwör’s, ich war’s nicht! aufs Beste zu unterhalten“ verstehe. „Das sei dem brillanten Zusammenspiel seiner jungen Darsteller zu verdanken sowie einem originellen Drehbuch mit starken Charakteren und unverbrauchten Bildern, die den abgründigen Humor umsetzen“ würden.
In der Berliner Morgenpost urteilte die 12-jährige Kaja Klapsa: „Ich schwör’s, ich war’s nicht! hat mir einen Teil des wirklichen Lebens gezeigt, der mir nie bewusst gewesen war. Es ist kein typischer Kinderfilm, der nur zur Unterhaltung dient. Dieser Film hat ein trauriges und schwieriges Thema, ist aber weil er auch viel Humor hat, für Kinder ab elf Jahren ein interessanter und ungewöhnlicher Film.“
Im Filmdatenblatt der Berlinale ist zu lesen, was der Regisseur Philippe Falardeau über den Film zu sagen hatte: „Ich war vom Humor der Hauptfigur berührt, der Weltsicht eines sensiblen Kindes, das seinen eigenen psychischen Zusammenbruch beschreibt. Ich habe mir ein Kind vorgestellt, dass sein Schicksal in die Hand nimmt, anstatt sich mit allem abzufinden. Ungeliebte Kinder leiden, doch Leon ist an seinem Unglück mitbeteiligt, übernimmt dafür die Verantwortung. Leons Geschichte gibt einen tiefen Einblick in die kindliche Seele, erzählt aus der Perspektive eines Erwachsenen.“

## Auszeichnungen
- Gläserner Bär für den „Besten Spielfilm“ auf der Berlinale 2009[6]
- Großer Preis des Deutschen Kinderhilfswerkes[7]
- Don-Quijote-Preis auf dem norwegischen Tromsø Internasjonale Filmfestival 2009